# Modest Isopescu
Modest E. Isopescu (n. 30 noiembrie 1895,  comuna  Frătăuții Vechi, Bucovina, astăzi în județul Suceava – d. 17 octombrie 1948, Aiud) a fost un locotenent-colonel de jandarmi român, care a îndeplinit funcția de prefect al județului Golta din Transnistria. Pentru crimele comise a fost judecat, găsit vinovat, declarat „criminal de război”, degradat și condamnat la muncă silnică pe viață. A murit în Penitenciarul Aiud în 1948.

## Biografie
Modest Isopescu s-a născut în 1895 la Frătăuții Vechi în zona Suceava, pe atunci în Ducatul Bucovinei, ținut al Coroanei Austriece din  Cisleithania, Imperiul Austro-Ungar. Familia Isopescu a fost cunoscută pentru rolul ei în mișcarea națională română din Bucovina și prin mai multe personalități care au s-au ridicat din rândurile ei.
Isopescu a absolvit Facultatea de Educație Fizică și Sport, apoi Școala Militară de Ofițeri După   1916-1918 a luat parte la Primul Război Mondial în cadrul armatei austro-ungare cu rangul de sublocotenent. După unirea Bucovinei de nord la România a fost, din 1923, căpitan de jandarmi, din 1934 maior, iar din 1939 locotenent colonel de jandarmi.A lucrat la jandarmeria din Rădăuți
Ca ofițer activ de jandarmi, a făcut parte din batalionul care a intrat în Chișinău după eliberarea orașului în iulie 1941. A lucrat la Serivicul Pretoral al Armatei a 3-a din Basarabia centrală, unde au avut loc colaborări între jandarmi români și SS-ul la ucideri de evrei. La 15 august 1941, batalionul a fost trimis la Balta pentru a stabili acolo un prim post de jandarmi. La sfârșitul lunii septembrie, Isopescu era la Golta, raportându-i guvernatorului Gheorghe Alexianu (criminal de război executat)  că 1.000 evrei basarabeni și bucovineni, din primul convoi care a ajuns pe malul Bugului, „au fost uciși de germani la Pervomaisk (pe malul estic al râului) cu ajutorul ucrainenilor înarmați”.
Numit prefect al județului Golta din Transnistria, Isopescu a organizat lagăre de concentrare pentru evrei și romi. 
În legătură cu ocuparea Odesei în 1941, după o încercare nereușită a trupelor românești de deportare a evreilor din oraș înspre zona ucraineană administrată de germani, Isopescu, care era comandant regional, a ordonat omorârea prin înfometare a 14.000 de evrei care erau închiși în Lagărul de concentrare Acmecetca. 
În decembrie 1941-ianuarie 1942, sub pretextul combaterii epidemiei de tifos exantematic, sub conducerea lui Isopescu jandarmi români și polițiști ucraineni, precum și milițieni etnici germani au masacrat prin împușcare, cu grenade de mână, incendiere, 40-50.000 de evrei deportați în condiții inumane la Bogdanovca, de asemenea la Domanovca și Acmecetca 
Isopescu a fost arestat în mai 1945 și judecat în „procesul criminalilor de război”,alături de gen. Nicolae Macici, gen. Constantin Trestioreanu, Mihail Niculescu, Radu Ionescu, Eugen Bălăceanu, gen. Corneliu Calotescu (fost guvernator al Bucovinei), col. Stere Marinescu  (fost șef de cabinet al guvernatorului Bucovinei), Gheorghe Zlătescu, Ion Georgescu (funcționar), Beniamin Finkelstein (informator evreu în lagărele din Transnistria), Sever Buradescu, Cristodor Popescu, Dumitru Cichir, Aristide Pădure (subprefect de Golta), Vasile Mănescu (pretorul raionului Domanevca din Transnistria), Avram Creștinu, Romulus Ambruș (comandantul jandarmeriei din județul Golta), slt. Florin Ghineraru (șef sector jandarmi în județul Balta din Transnistria), lt.col Ștefan Gavăț (jandarm), Alfred Wilentz,  Serghie Cuveta, Dumitru Bulatu, Gh. Grigorescu, M. Dumitrescu, col. Nicolae Pătrășcoiu, Ștefan Solomon, Constantin Mihailiuc și Ion Haranga.
Găsit vinovat, Modest Isopescu a fost declarat „criminal de război” și condamnat la 22 mai 1945 la degradare și muncă silnică pe viață. A murit de cancer și abces al ficatului  în timpul detenției la penitenciarul Aiud, în 1948.